# Toroidní jádro

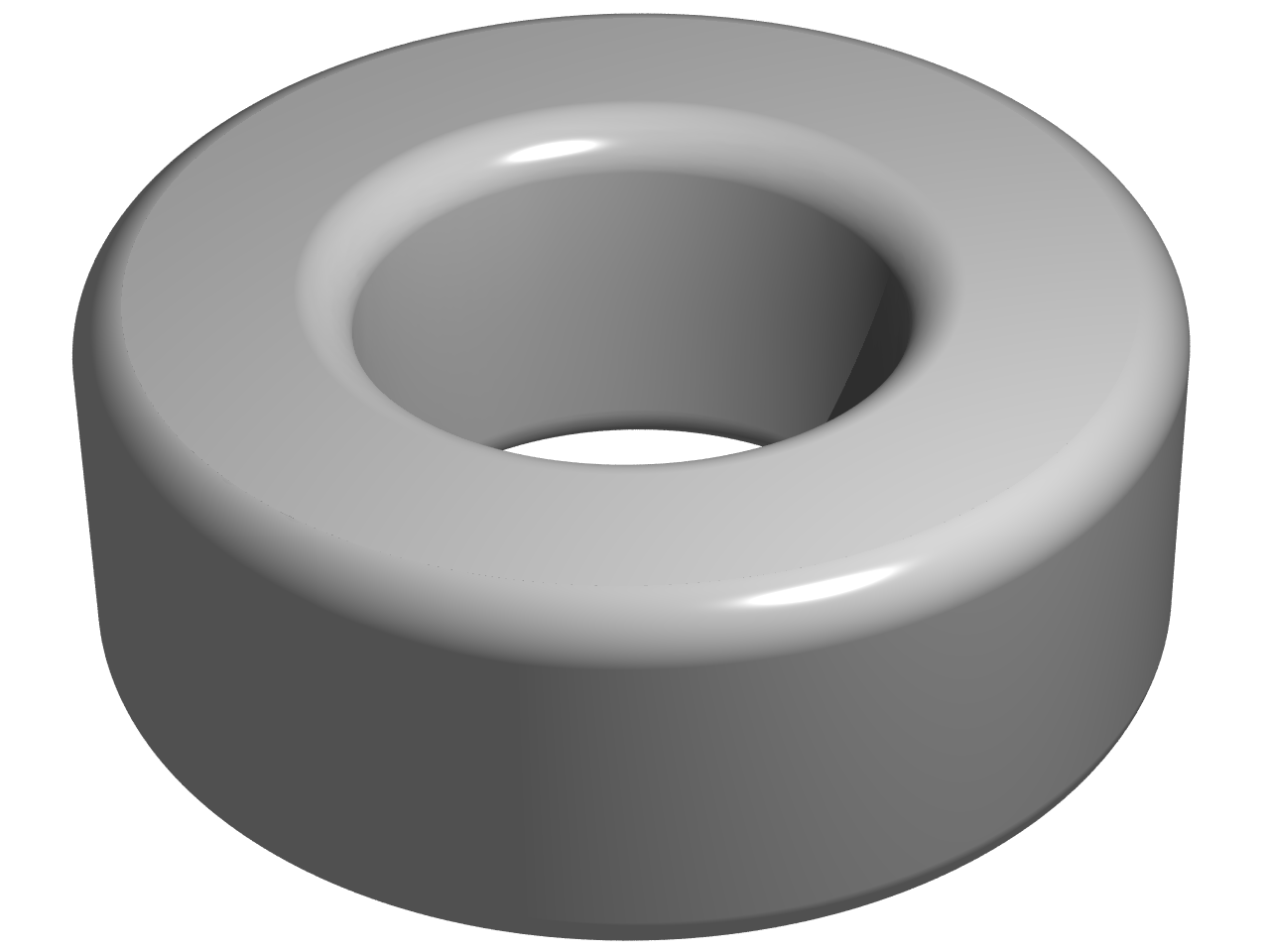
Toroidní jádro - počítačový model

Toroidní jádro je nejčastěji pásek z orientované křemíkové oceli navinutý do předem specifikovaného kruhového nebo jiného tvaru. Pro vysokofrekvenční účely se používají také toroidní jádra vylisovaná z feritu.
Toroidní transformátorové jádro je zařízení, které přenáší elektrickou energii z jednoho obvodu do jiného prostřednictvím elektromagnetické indukce. Měnící se napětí v primárním nebo hlavním vinutí vytváří měnící se magnetické pole v jádře transformátoru. Toto magnetické pole indukuje elektrické napětí v sekundárním vinutí. Tento jev se nazývá vzájemná indukce.
Jestliže je připojena k sekundáru zátěž, bude elektrický proud protékat sekundárním vinutím a elektrická energie bude transformována z primárního okruhu přes transformátor do zátěže.
V ideálním transformátoru je indukované napětí v sekundárním vinutí je ve stejném poměru k primárnímu napětí, jako je počet závitů sekundárního a primárního vinutí.
V naprosté většině jsou cívky transformátorů navinuty okolo ferromagnetického jádra, vzduchové jádro je výjimkou.

## Výhody použití toroidních jader
- uzavřený magnetický tok
- nízké magnetické ztráty
- nízká hlučnost transformátorů
- kompaktní rozměry
- nízká hmotnost transformátorů
- toroidní jádra jsou dodávána v různých provedeních a v různých kvalitativních stupních dle použitého základního materiálu

## Použití
Toroidní jádra, vyrobená z materiálů s vysokou permeabilitou se používají tam, kde je vyžadována velká citlivost indukovaného napětí v sekundárním vinutí na změny magnetizačního proudu a kde je požadováno minimální zkreslení přenášeného signálu. Dále se využívají tato jádra pro tlumivky s velkou indukčností. Často se také využívá velmi malých ztrát při magnetování střídavým proudem.
Toroidní jádra pro vysokofrekvenční použití se používají, jak už název napovídá, tam, kde magnetovací proud jádra má střední nebo vysoký kmitočet. Zpravidla se jedná o pásmo desítek až stovek kHz. Při ještě vyšších kmitočtech se totiž již téměř neuplatňuje permeabilita materiálu a enormně rostou jeho ztráty. Příkladem použití mohou být jádra odrušovacích tlumivek pro obvody s tyristory a triaky, vysokofrekvenční a spínané zdroje napájení nebo sdělovací transformátory.
Poměr mezi výškou a vnějším průměrem toroidního jádra by neměl překročit 2,5 proto, aby se v hotovém jádru dosáhlo co nejlepších magnetických vlastností.

## Provedení
Toroidní jádra mohou mít různá provedení.
Toroidní jádro se sraženou hranou:
Toroidní jádra mohou být sražená na vnitřním a vnějším průměru a tím umožňují navíjení vinutí bez použití ochranných krytek čel, čímž vzniká úspora na potřebu použití těchto krytek. Další výhodou sražených hran je eliminace možnosti přetržení bandážování pásky a v neposlední řadě při přetržení vinutí při jeho navíjení.
Toroidní jádro s povrchovou úpravou:
Jádra mohou být dodávána s povrchovou úpravou práškovým lakováním (tzv. KOMAXIT). Tato jádra mohou být také v kombinaci se sraženou hranou, což má výhodu v tom, že můžete vinout vinutí bez použití ochranných krytek čel a případného bandážování jader před navíjením primárních závitů. Další výhodou povrchové úpravy je zpevnění jádra, což má za následek větší odolnost proti mechanickým vlivům a větší stálost elektromagnetických vlastností.
Toroidní jádro se vzduchovou mezerou:
Toroidní jádra se vzduchovou mezerou mohou být vyráběna s jednou nebo více vzduchovými mezerami. Tato jádra jsou převážně používána pro tlumivky, kombinované přístrojové transformátory a v neposlední řadě pro transformátory v audio technice (např. zesilovače).
Toroidní jádro speciálních tvarů:
Toroidní jádra speciálních tvarů jsou vyráběná dle požadavků zákazníka a mohou být kuželová, elipsovitá, vejcového tvaru atd. Tato jádra nacházejí uplatnění zejména v osvětlovací a měřící technice.

### Možná povrchová úprava toroidního jádra
Bez povrchové úpravy:
Jádra dodávaná bez povrchové úpravy jsou velmi citlivá na mechanické deformace, při nichž se výrazně zhoršuje permeabilita. Předpokládá se, že zákazník zajistí fixaci vlastním způsobem.
Zpevnění nitrolakem:
Jádra zpevněná nitrolakem mají základní ochranu proti náhodné deformaci. Neslouží však pro přímé ovíjení vodičem.
Impregnací
Jádro se impregnuje vakuotlakovou impregnací ještě před navíjením vodiče. Tato úprava se používá především u jader transformátorů pro audiotechniku, kde je snaha potlačit veškerý akustický hluk.
Fixace komaxitem:
Pevná povrchová vrstva práškové barvy, zajišťující dostatečnou ochranu před náhodnou deformací i silovými vlivy při ovíjení.
Pouzdro:
Soustružený nebo lisovaný tenkostěnný obal z plastu nebo kombinace kovu a plastu. Jeho výhodou jsou přesné vnější rozměry a kruhovitost, nevýhodou vyšší ceny zejména při menších sériích.